# Hugo-Bürkner-Park

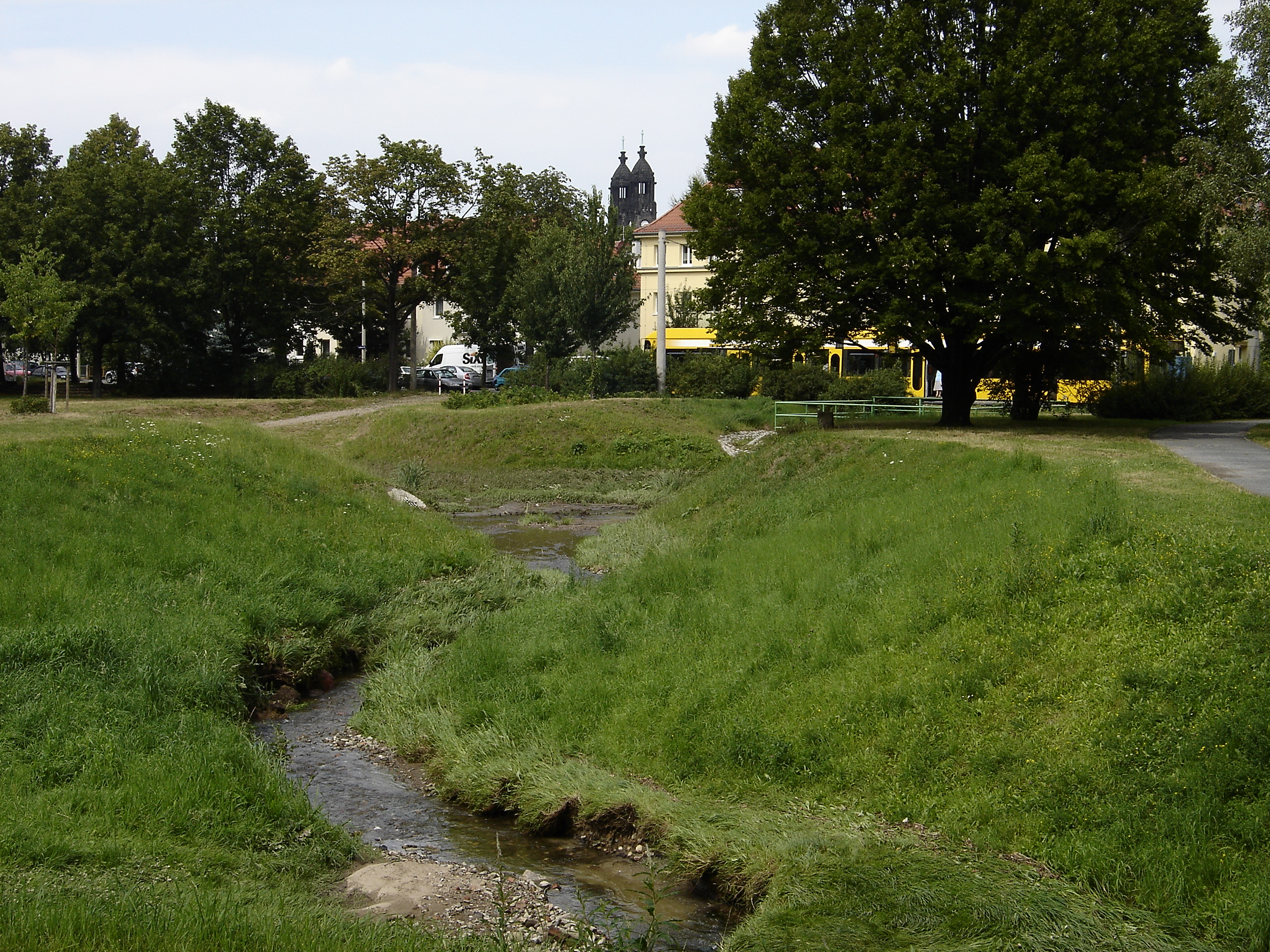
Der Kaitzbach zwischen den seitlichen Rückhaltebecken des Hugo-Bürkner-Parks (Blick nach Norden, im Hintergrund die Türme der Christuskirche in Altstrehlen)

Der Hugo-Bürkner-Park ist ein kleiner Stadtpark in Dresden-Strehlen. Er wird vom Kaitzbach durchflossen und ist mit einem Volumen von rund 20.000 m³ dessen wichtigstes Rückhaltebecken im Rahmen des Dresdner Hochwasserschutzes. Der Park, wie auch die von Nordosten auf ihn zulaufende Hugo-Bürkner-Straße, tragen den Namen des Professors der Holzschneidekunst an der Kunstakademie Dresden, Hugo Bürkner (1818–1897). Ein Skatepark an der gegenüberliegenden Parkseite wird mitunter auch Hugo-Bürkner-Platz genannt.

## Lage

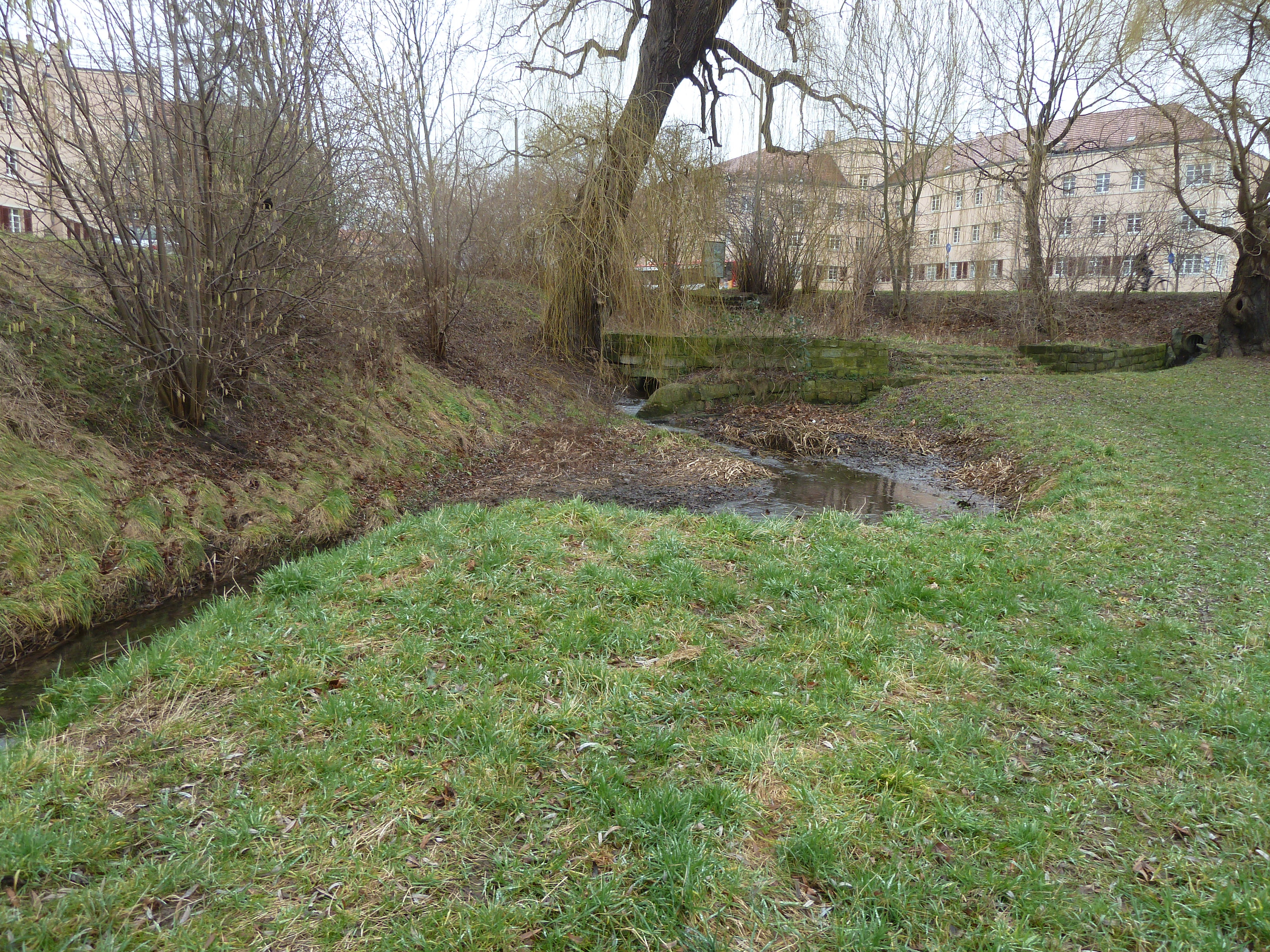
Eintritt des Leubnitzbachnebenarms in den Park

Die Parkfläche hat die Form eines nach Südosten zeigenden Bügeleisens. Neben der Gotthardt-Kuehl-Straße an der Nordwestseite begrenzen den Park an den beiden langen Seiten die Teplitzer Straße (S 172, früher Teil der Dresden-Teplitzer Poststraße) im Süden und die Lockwitzer Straße im Nordosten. Von der anliegenden Wohnbebauung umgibt die in der zweiten Hälfte der 1920er Jahre errichtete Siedlung Strehlen den Park an der Teplitzer Straße auf voller Länge sowie im östlichen Teil der Lockwitzer Straße.
Der nordostwärts fließende Kaitzbach erreicht den westlichen Teil des Parks von der Teplitzer Straße aus. Nahe der Südspitze fließt, ebenfalls von der Teplitzer Straße aus kommend, ein bis dorthin verrohrter Nebenarm des Leubnitzbachs in den Park und dem Kaitzbach entgegen, während der Hauptarm in Richtung des Landgrabens geführt wird.

## Geschichte

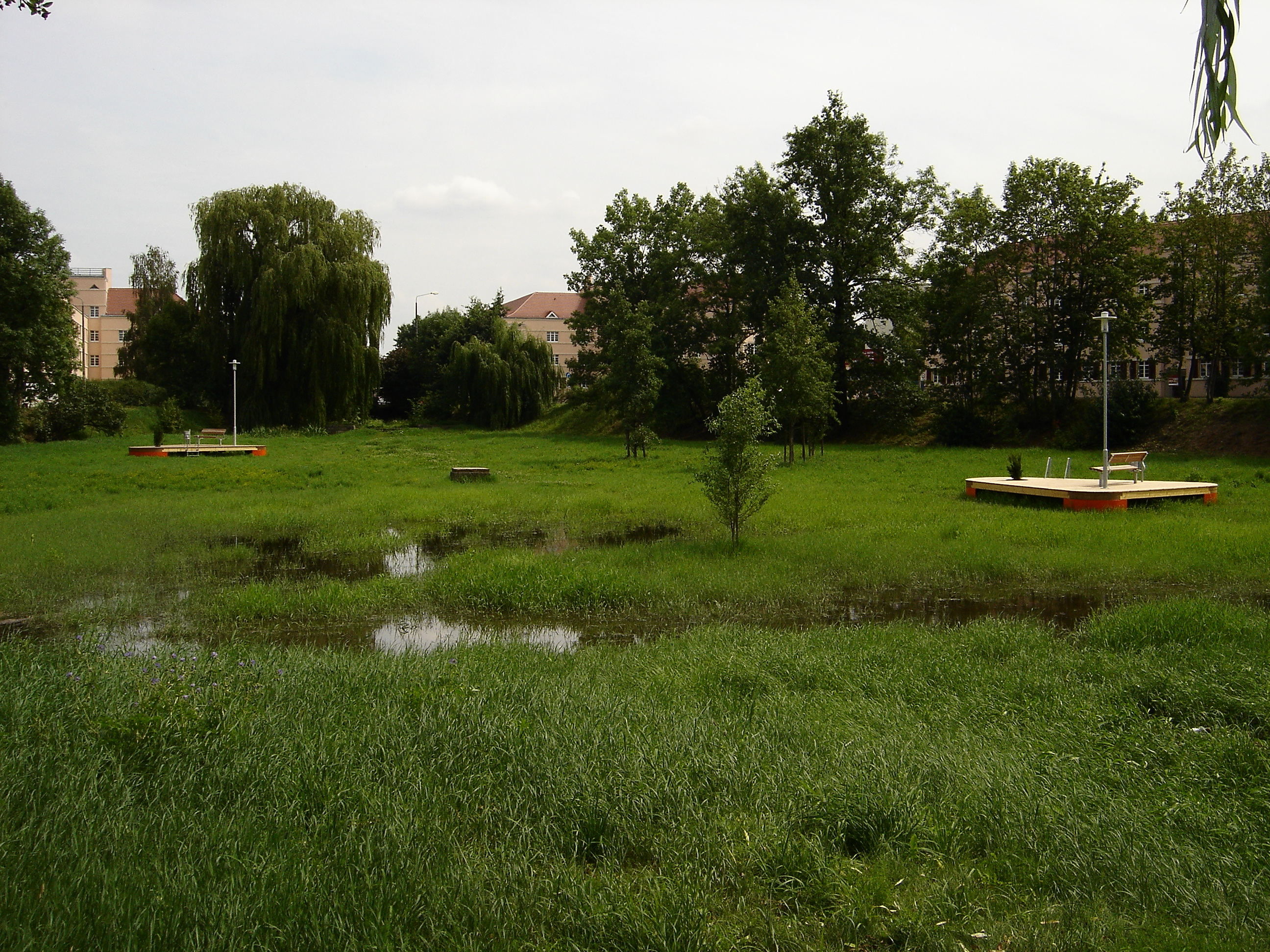
Die beiden schwimmfähigen „Parkmöbel am Kaitzbach“ von Joachim Manz befinden sich mitten im Flutbecken.

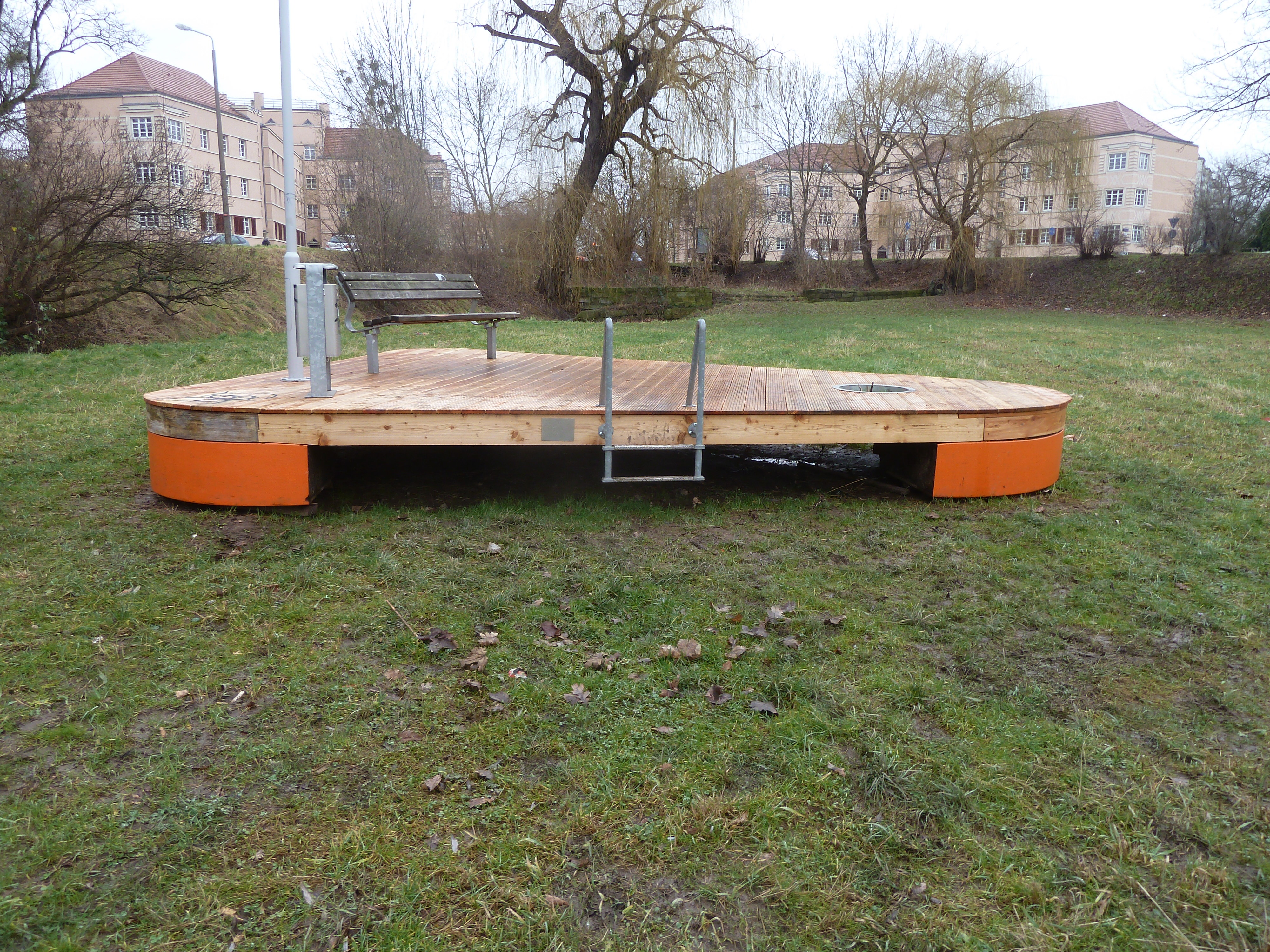
Der Weg zur Parkbank ist häufig matschig.

Der Park wurde in den 1920er Jahren zusammen mit der Siedlung Strehlen angelegt.
Die über die Jahrzehnte zunehmende Verrohrung des Kaitzbachs sowie die steigende Versiegelung seines Einzugsgebiets sorgte bei starken Niederschlägen für Hochwasser im Stadtgebiet, sodass im Jahr 2000 ein Teil des Hugo-Bürkner-Parks, in dem der Bach seit 1999 wieder offen verläuft, zu einem etwa 11.000 m³ großen Hochwasserrückhaltebecken ausgebaut wurde. Beim Jahrhunderthochwasser im August 2002 war dieses Volumen nicht ausreichend, sodass es durch den Kaitzbach zu Überschwemmungen in Wohngebieten, im Großen Garten, im Zoo und in Teilen des Blüherparks kam.
Nach einem Beschluss des Stadtrats erfolgte im Winter 2005/2006 die Umgestaltung des gesamten Parks zum Hochwasserrückhaltebecken, wodurch sich sein Volumen verdoppelte. Dabei wurde das Geländeniveau des Parks um zwei Meter gegenüber den umliegenden Straßen abgesenkt. Das starke Frühjahrshochwasser im März und April 2006 stellte noch während der Bauarbeiten, die letztlich im Mai des Jahres abgeschlossen wurden, eine erfolgreich bestandene Bewährungsprobe für das Hochwasserschutzkonzept dar.
Der Bremer Künstler Joachim Manz installierte im Jahr 2007 in der Flutwanne des Hugo-Bürkner-Parks zwei schwimmfähige „Parkmöbel am Kaitzbach“. Die beiden 5,6 × 6,8 Meter großen Plattformen, die mittels im Boden verankerter Ketten vor einem Wegschwimmen gesichert sind, wurden je mit einer Parkbank, einer solarbetriebenen Straßenlampe, einem Papierkorb und einem Pflanzkübel ausgestattet. Der Zugang zu den 0,7 Meter hohen Plattformen wurde durch Leitern erleichtert, die an Schwimmbadmobiliar erinnern. Der Nutzwert des Kunstwerks stand dabei im Hintergrund, denn der umgebende Parkboden ist mehrfach im Jahr zumindest matschig. Dennoch erfreute sich diese Installation besonders bei Jugendlichen großer Beliebtheit. Zwischenzeitlich wurden die solarbetriebenen Leuchten wegen häufigem Vandalismus durch verzinkte Stahlblechkörper ersetzt, die die Form einer Leuchte symbolisch darstellen. 2022 wurde die Installation aufgrund ihres schlechten Zustands entfernt.

Im Juni 2023 entstand ein weiteres Kunstwerk vor Ort: Durch selektives Mähen der Wiese entstand für einige Wochen ein Schachbrettmuster.

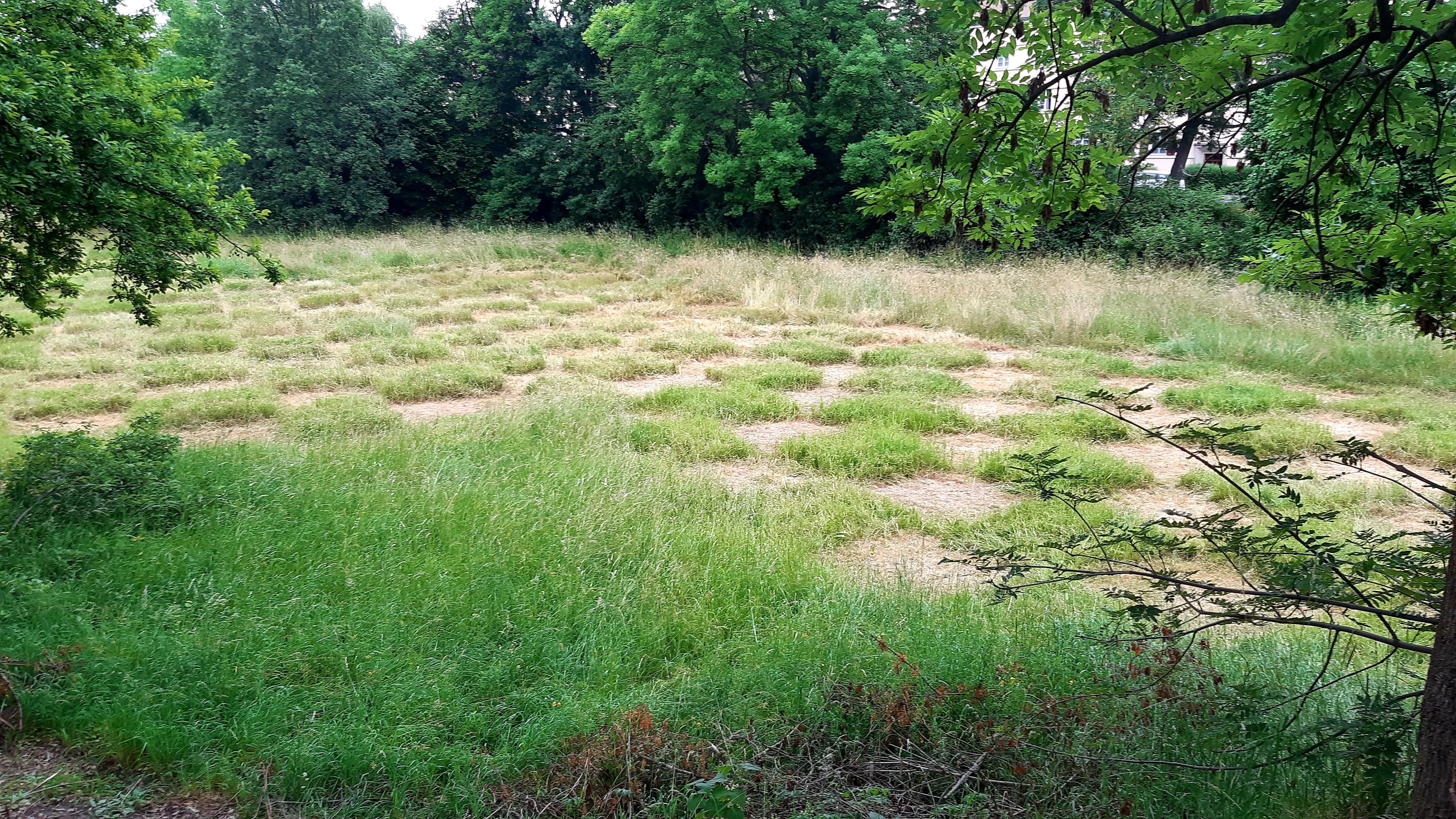
In Gras geschnittenes Schachbrettmuster, Kunst im Hugo-Bürkner-Park, Juni 2023